# آیگاباتس
آیگاباتس (به ارمنی: Այգաբաց) یک روستا در ارمنستان است که در استان شیراک واقع شده‌است. آیگاباتس در ۱۰ کیلومتری جنوب شرق گیومری، مرکز استان شیراک واقع شده‌است.

## خصوصیات
آیگاباتس ۷۶۶ نفر جمعیت دارد و در ارتفاع ۱۶۰۰ متر بالاتر از سطح دریا قرار گرفته‌است.